# Papilio (legertent)
Papilio, letterlijke betekenis "een vlinder", is de naam die gegeven werd door de Romeinen aan een lederen tent waarvan de zeilen, wanneer ze geopend en vastgebonden waren aan de voorkant, leken op de vleugels van een vlinder (Vegetius, Epitoma rei militaris I 3.).
Het is hiernaast ook een geslacht van vlinders, waartoe onder andere de soort Papilio glaucus behoort.

## Referentie
- H. Thurston Peck, art. papilio, in H. Thurston Peck, Harpers Dictionary of Classical Antiquities, New York, 1898, p. 1170